# Усередині (фільм, 2023)
«Всередині» (англ. Inside) — фільм у жанрі психологічного трилера режисера Василіса Кацупіса. У головній ролі — Віллем Дефо.

## Сюжет
Злодій Немо, який спеціалізується на крадіжках творів мистецтва, під час чергового пограбування виявляється замкненим у пентхаусі в Нью-Йорку.

## В ролях
- Віллем Дефо — Немо[3]

## Виробництво
Зйомки фільму почалися 1 червня 2021.

## Прем'єра
Прем'єра фільму в США відбудеться 10 березня 2023.